# Sine (rivier)
De Sine is een zijrivier van de Saloum in het West-Afrikaanse land Senegal. De rivier stroomt door het centrale gedeelte in Senegal en stroomt in westelijke richting, waar hij vanuit het noorden uitmondt in de benedenloop van de Saloum in de regio Fatick. De delta waarmee beide rivieren uitmonden in de Atlantische Oceaan is vernoemd naar deze twee rivieren en wordt beschermd als het nationaal park Delta du Saloum. Deze rivierdelta is door UNESCO aangewezen als biosfeerreservaat.